# Alpinia murdochii
Alpinia murdochii är en enhjärtbladig växtart som beskrevs av Henry Nicholas Ridley. Alpinia murdochii ingår i släktet Alpinia och familjen Zingiberaceae. Inga underarter finns listade i Catalogue of Life.